# Zaratusztra
Zaratusztra; także Zoroaster lub Zaratustra (awestyj. Zaraθuštra, pers. ‏زرتشت‎ Zartošt, stgr. Ζωροάστρης Zōroástrēs) – perski kapłan, prorok i reformator religijny. Najwcześniejsza podana przez historyków data jego życia to ok. 6500 p.n.e., przy czym większość uważa, że żył on ok. 1000 r. p.n.e. Twórca jednej z najstarszych na świecie religii monoteistycznych (dualistycznych) nazywanej od jego imienia zaratusztrianizmem.

## Znaczenie imienia i przydomków Zaratusztry
W języku awestyjskim, Zaraϑštra tłumaczenie pochodzi od staroirańskiego Zaratuštra ; element połowy nazwy (-uštra-) uważany jest za indyjsko-irański rdzeń nazwy „wielbłąda”, a cała nazwa oznacza „ten, który potrafi zarządzać wielbłądami”. W perskim – Zartošt, Zartušt (wym. Zarduszt) oznacza najwyższą inteligencję, boskie światło, racjonalną duszę, pierwszego stworzonego, planetę Merkury i mówcę prawdy. Istnieją także inne interpretacje znaczenia imienia. Zaratusztra nazywa siebie w Gathach słowem zaotar, czyli w pełni wykwalifikowanym kapłanem. Używa on także w stosunku do siebie określenia Mantran, to znaczy tego kto jest zdolny układać mantrę (sanskryckie mantra) – natchnione przesłanie mocy. Spitama to przydomek rodowy jego ojca Poruszaspy. Tytułowano go także Aszo (od awest. Asza), czyli mówiący prawdę, prawy.

## Lokalizacja
Badania porównawcze archaicznego języka Gath (język awestyjski) i innych źródeł zaratusztriańskich, oraz zawarte w nich odniesienia do faktów historycznych wskazują, że Zaratusztra przypuszczalnie działał na terenie dzisiejszego północno-wschodniego Iranu i w Turkmenistanie. Niektórzy badacze tacy jak Michael Witzel lokują jego ojczyznę (Airjanem Vaedżah, Arianem Waedżo) w prowincji Bamjan w Afganistanie. istnieją też teorie, że był to obszar związany z kulturą Andronowo i jej odgałęzieniem: Sintaszta-Petrowka-Arkaim (2200–1600 p.n.e.).

## Datowanie

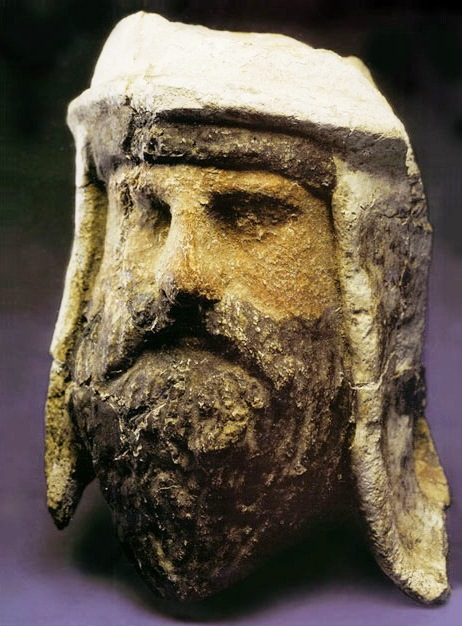
Polichromowana ceramiczno i alabastrowa głowa kapłana zaratusztriańskiego. Takht-i Sangin, starożytna Baktria, III-II wiek p.n.e.

Nie ma pełnego konsensusu naukowego dotyczącego biografii Zaratusztry. Herodot nie wspomina w ogóle o Zaratusztrze. Inni historycy greccy i hellenistyczni datowali jego życie w skrajnie różny sposób. Plutarch wyznaczył tę datę na 5000 (ok. 6500 p.n.e.) lat przed wojną trojańską, Diogenes Laertios podaje podobną datę: 6000 lat przed grecką kampanią Kserksesa, z kolei Arystoksenos podaje datę 570 r. p.n.e., a Ammianus Marcellinus 258 lat przed Aleksandrem Wielkim. Późne źródło zaratusztriańskie, Bundahiszn z okresu Pahlavi, umieszcza Zaratusztrę w VII w. p.n.e. Na tej samej podstawie okres jego życia różni badacze umieszczają pomiędzy XIII a połową VI wieku. p.n.e., przy czym większość przyjmuje, że żył on ok. 1000 r. p.n.e. Niektórzy uczeni, tacy jak Mary Boyce, która lokowała życie Zaratusztry w okresie między 1500–1200 p.n.e., wykorzystali dowody językowe i społeczno-kulturowe, aby umieścić Zaratusztrę między 1500 a 1000 p.n.e. lub 1200 i 900 p.n.e. Historyczność postaci, datowanie jego życia, i lokalizacja obszaru, na którym działał jest przedmiotem polemik wśród historyków religii, teologów i politologów ze względu na wnioski jakie wynikają z przyjęcia którejś z hipotez za najbardziej prawdopodobną.

## Życiorys
Zgodnie z przekazem zawartym w Aweście i późniejszych pismach, Zaratusztra urodził się jako syn Poruszaspy i Dohodo. Od siódmego do piętnastego roku życia pobierał nauki, aby po ich ukończeniu móc spełniać obowiązki kapłańskie. W kraju Zaratusztry panowała religia dziś nazywana mazdaizmem. Była to religia politeistyczna wywodzącą się z tego samego indoeuropejskiego rdzenia co indyjska Adwajta Wedanta. W sanskrycie i w języku awestyjskim zachował się szereg imion bogów o prawie identycznym brzmieniu wspólnych dla obu kultur i religii.

### Wędrówka
Z Gath wynika, że rozpoczął poszukiwania jeszcze większej wiedzy, którą nabywał u różnych nauczycieli. Zgodnie z tradycją nazwał się później waedemna (ten który wie, jest wtajemniczony), posiadł wiedzę przekazaną mu z boskiej inspiracji. Według tradycji Pahlawi wędrował po świecie latami w poszukiwaniu prawdy. Obserwował różne krainy, pędził życie pustelnika, medytował w lasach, w górskich jaskiniach i na pustyniach. Przemierzał także szlaki karawan, rozmawiał z ludźmi we wsiach i miastach, obserwował gwiazdy, rośliny, zwierzęta gromadząc zachłannie wiedzę i doświadczenie gdziekolwiek przybywał. W wędrówkach tych musiał być świadkiem aktów przemocy, popełnianych przez czcicieli Dewów, którzy napadali na pokojowo żyjące społeczności grabiąc i mordując. Świadomość, że nie może temu zaradzić fizycznie, wywołała w nim głębokie pragnienie sprawiedliwości i ideę ustanowienia prawa moralnego (aw. Ratu) dla silnych i słabych tak, aby zapanował pokój i ład i aby wszyscy mogli wieść godne życie. Ciągle jednak nie znajdował ostatecznej odpowiedzi na swoje pytania.

### Objawienie
W wieku 30 lat doznał objawienia (jasna 43.7–13). Objawienie, jakiego doznał Zaratusztra, miało miejsce w dniu równonocy wiosennej podczas święta Nowruz (Nowego Roku). Zobaczył jaśniejącą istotę Amesza Spenta, co tłumaczy się święty nieśmiertelny, która przedstawiła się jako Wohu Manah (Gathy, Jasna – Dobra Myśl, Dobry Umysł.). Istota ta zaprowadziła go przed oblicze boga Ahura Mazdy (Ahura Mazda – Mądry Pan), który objawił Zaratusztrze przyczyny zła, to co było i to co się stanie, a także zasady jakich powinni przestrzegać ludzie biorący udział w kosmicznych zmaganiach boga ze Złym Duchem – Kłamcą (aw. Angrju Mainju – Drudż, pahlawi – Aryman). Po objawieniach jakich doznał prorok zaczął głosić wiarę w jedynego boga, istniejącego odwiecznie, niestworzonego, źródło wszelkiego bytu, stwórcę wszechrzeczy, bytów widzialnych i niewidzialnych, materialnych i duchowych – Ahura Mazdę. Czcił go jako pana mądrego, którego emanacją jest prawda, ład i sprawiedliwość, którą określa się jednym słowem – Asza (awest. aṣ̌a/arta). Jednocześnie głosił iż oprócz Ahura Mazdy istnieje druga istota duchowa, niestworzona, odwieczna, ale zupełnie różna od tego pierwszego – Angra Mainju, istota zła, kłamliwa, szkodliwa, zgubna, i pozbawiona mądrości, przeciwnik dobra.

### Nauczanie
Zaratusztra usiłował przekazać to objawienie swoim rodakom, jednak nie znalazł u nich posłuchu, a nawet spotkał się z wrogością. Przypuszczalnie jego rodacy oburzeni byli, że występuje przeciwko ich tradycyjnym rytualnym obrzędom religijnym, odurzaniu się sokiem Haomy, ofiarom ze zwierząt i systemowi klas (kast), który pozwalał kapłanom i wojownikom prześladować zwykłych ludzi. Zamiast tego podkreślał znaczenie wolnej woli i wezwał ludzi do pójścia ścieżką prawości i prawdy, a także równości kobiet i mężczyzn. Dla swojej wiary pozyskał jedynie swojego bratanka Maidhiodżimanę. Wreszcie musiał zbiec do pobliskiej krainy – królestwa Kajanidów. Dzięki posłuchaniu, jakie uzyskał u królowej Hutaosy, zdołał po pewnym czasie przekonać do swojej religii króla Wisztaspę (pahlavi Gusztasp), który uczynił tę religię wiarą panującą w jego kraju. Wywołało to gniew króla Turanu Ardżaspa sąsiadującego swoim królestwem królestwu Wisztaspy, który wraz z wasalami napadł na jego państwo. Nie zdołali jednak pokonać władcy Kajanidów, a król Wisztaspa w odwecie najechał wszystkie okoliczne państwa i powiększył swoje władztwo o ziemie obejmujące dzisiejszy Iran Północny, Turkmenistan i część Kirgistanu. Zaratusztrianizm rozprzestrzenił się stopniowo na całym tym terytorium, a Zaratusztra stał się jego głównym kapłanem. Zaratusztra pojął za żonę Hwowi (awest. Hvaōgvā) córkę Dżamaspy, syna Wisztaspy, który był wezyrem króla. Było to trzecie małżeństwo proroka, z Hwowi nie doczekał się potomstwa. Dżamaspa (pahlavi Isfandjar) stał się jego teściem, a zarazem największym poplecznikiem i przyjacielem. Dzięki temu Zaratusztra stał się jedną z najbardziej wpływowych postaci w państwie Wisztaspy. Zaratusztra miał szóstkę dzieci: córki Freeni, Tritę, Purczistę i trzech synów, Isaṯa Wasztrę z pierwszą żoną, Urwataṯanara i Hware Citrę z drugą.

### Śmierć
Zgodnie z tradycją przekazaną w późniejszych księgach Awesty i pismach, które powstały w okresie panowanie dynastii Sasanidów od II do IX w n.e. Zaratusztra zmarł w wieku 77 lat i 40 dni. Jak głosi historia, toczyła się wojna między Iranem a Turanem, krajem, który sprzeciwiał się jego naukom. Mówi się, że podczas gdy Zaratusztra modlił się w świątyni Nusz-Adar, został zaatakowany przez Turańczyka (Karpana) zwanego Bratrok-resz i zabity. (Denkard 5.3.2, 7.5.1 Dadistan i Dinig 72.8, Zadsparm 23.9).

### Mit Saoszjanta

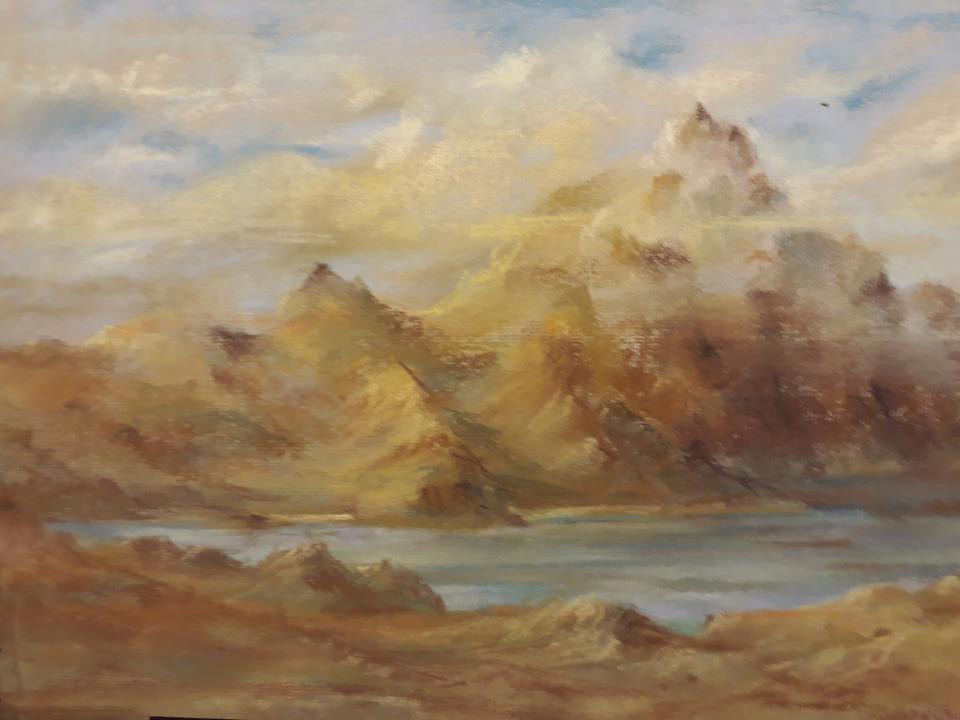
J. Kotela, Jezioro Konsajoa, pejzaż fantastyczny, suchy pastel, 2001

Średniowieczne dzieła (IV-IX w.) przekazują również tradycję, w której przyszły zbawiciel (trzeci i ostatni [Uszadar, Uszedarmah i Saoszjant]) mitologizowany jako urodzony z dziewicy która zanurzy się w jeziorze, gdzie w cudowny sposób Ameszaspentowie i Jazatowie strzegą i zachowują nasienie proroka Zaratusztry. Jego nasienie miał ocalić Jazata Nerosjang, duch dobroczynny, a Jazata Anahita umieściła je w jeziorze. Denkard 7.10.15 opisuje to w następujący sposób: Trzydzieści lat przed decydującą bitwą ostateczną wejdzie w wodę (jezioro Kansaoja, Kasaoja, Kasava, Hamun) dziewica o imieniu Eredat-fedhri („Zwycięska Dobroczynna”), której przezwaniem jest „Wytwórczyni Ciała” (w Jaszcie 19.66 jest to „Jezioro Kansawa”). Siedząc w wodzie dziewczyna, która „nie kojarzyła się z mężczyznami”, otrzyma „zwycięską wiedzę” (pocznie syna – Asztwa Ereta). Jej syn, gdy się urodzi, nie pozna pokarmu od swojej matki, jego ciało będzie podobne do słońca, a „królewska chwała” Charenah będzie z nim. Saoszjant (Asztwa Ereta, Zbawiciel) odniesie zwycięstwo nad złem i ostatecznie Ahura Mazda zatriumfuje. Saoszjant wskrzesi zmarłych, którym ciała zostaną przywrócone w formie wiecznej i doskonałej, źli zaś, których dusze zostaną oczyszczone ogniem ponownie zjednoczą się z bogiem. Czas się skończy i wszyscy będą wieczni we wreszcie zrealizowanym kosmosie (Bundahiszn 30.1, 34.18).

## Gathy Zaratusztry
Przypisuje mu się najstarszą część Awesty: Gathy spisane w języku awestyjskim (święte modlitwy Aszem Wohu i Jata Ahu [Ahunwara]) Ahunawaiti Gatha (rozdz. 29–34) Jasna Haptanhaiti (rozdz. 35–42) Usztawaiti Gatha (rozdz. 43–46) Spentamainjusz Gatha (rozdz. 47–50) Wohukszaatra Gatha (rozdz. 51) Wahisztoiszti Gatha (rozdz. 53) A airjęmaa Aszjoo (Rozdz. 54.1) spisane poetyckim językiem w formie hymnów
Fragment Gath
O mężczyźni i kobiety! To prawda, że kłamstwo i niegodziwość, wydają się atrakcyjne i korzystne. Lecz wyobcowują człowieka z jego własnej natury. Kończą się zaś smutkiem i złą opinią.

Zatraca się szczęście tego, kogo posiadło kłamstwo i kto okaleczył Aszę. Poprzez takie uczynki, słowa i myśli niszczy on życie swojego umysłu.
Manthran Zaratusztra Spitama, Gathy: Jasna 53.6

## Fikcyjny Zaratusztra
Postać Zaratusztry wobec skąpych danych na jego temat, od starożytności była w kulturze zachodniej mitologizowana i mylona. Autorzy hellenistyczni podszywali się także pod proroka Zaratusztrę: Pseudo-Zoroaster, Pseudo-Hystaspes, Pseudo-Ostanes. Tak zaburzona recepcja jego postaci do XVIII w. odbywała się głównie przez dzieła historyków greckich i rzymskich późnej starożytności. Przedstawiano go jako maga, czarownika, alchemika i astrologa obdarzonego nadnaturalnymi mocami (przykładowo: Marek Junianus Justynus, Zarys dziejów powszechnych starożytności na podstawie Pompejusza Trogusa), albo prekursora filozofii i nauki starszej niż egipska (przykładowo: Diogenes Laertios Żywoty filozofów). W nowożytnej Europie popularne były dzieła takie jak Clavis Artis [it], rękopis alchemiczny opublikowany w Niemczech pod koniec XVII lub na początku XVIII wieku, pseudoepigraficzna księga przypisana Zaratusztrze. W Polsce pisali o nim w zbliżony sposób między innymi: Stanisław Orzechowski (Policya Królestwa Polskiego na kształt Arystotelesowych Polityki Wypisanej...), Mikołaj Rej, Piotr Skarga, Samuel Otwinowski.
Przekłady Awesty i innych pism zaratusztriańskich zapoczątkowane przez Anquetil Duperrona w 1771 r. zainicjowały naukowe podejście do proroka zaratusztrianizmu.
Okres romantyzmu inicjował także nowe zjawisko tworzenia się nurtów fikcyjnej narodowej recepcji postaci Zaratusztry, przez przypisywanie mu etnicznej przynależności do któregoś z obecnie istniejących ludów. Przedstawicielem tego nurtu był polski orientalista Ignacy Pietraszewski, który dokonał pierwszego przekładu Awesty na język polski z awestyjskiego. Pietraszewski twierdził iż Awesta jest napisana w języku Prasłowian, a zatem Zaratusztra jest Słowianinem. Identyfikował też jezioro Kansaoja jako Gopło, Bałtyk miał być tożsamy z morzem Wourkasza, co miało wskazywać, że Arjanem Waedża leżała na terenie Polski. Współcześnie zbliżone poglądy prezentują w Polsce zwolennicy Czesława Białczyńskiego, turbosłowianie i niektóre odłamy rodzimowierców (tzw. wiara przyrodzona).
Inna formą tworzenia fikcyjnego obrazu i poglądów Zaratusztry posłużył się Friedrich Nietzsche w swoim dziele Tako rzecze Zaratustra, wkładając w usta proroka tezy całkowicie sprzeczne z jego nauką, co stało się przyczyną powszechnego wręcz identyfikowania poglądów Zaratustry Nietzschego z poglądami Zaratusztry Spitamy, wzmacnianego przez źródła internetowe i pseudonaukowe (np. sfałszowana historia o samobójstwie Zaratusztry, który jakoby miał się utopić w jeziorze Kasaoja). Spotęgowanie tego efektu nastąpiło po wydaniu książki autorstwa hinduskiego guru o nazwisku Osho Bhagwan Shree Rajneesh „Zaratustra. Bóg który tańczyć potrafi”. Książka ta, wulgaryzująca i wybiórczo interpretująca filozofię Nietzschego równocześnie doprowadziła do globalnego mylenia obydwu postaci, ze względu na milionowe jej nakłady.
Prócz Osho, niektóre inne nowe ruchy religijne odnoszą się do Zoroastra. Tak jest na przykład w przypadku OHASPE, teozofii, która z kolei wywarła duży wpływ na Parsów (Stausberg, 2002b, s. 112–118), antropozofii, Ruchu Graala Abd-ru-szina (Oskar Ernst Bernhardt, 1875–1941) i, co najważniejsze, Mazdaznan (Stausberg, 2002b, s. 378–400). Otoman Zar Adusht Hanish (1844 [?] – 1936), „mistrz” ruchu, przez swoich zwolenników uważany był za reinkarnację Zoroastra (Stausberg, 2002b, s. 392–394).

## Zaratusztra w sztuce i popkulturze
Zaratusztra inspirował także Mozarta do napisania opery Czarodziejski flet (Die Zauberflöte, KV 620) – według libretta (ściślej singspiel) Emanuela Schikanedera. Proza Nietzschego zainspirowała kompozytora Richarda Straussa do skomponowania poematu symfonicznego Also sprach Zarathustra (wykorzystanego z kolei w 1968 roku przez Stanleya Kubricka jako muzyka filmowa w filmie: 2001: Odyseja kosmiczna) i przyciągnęła wielu czytelników, z których niewielu jednak przeczytało całość. Znane są przypadki żołnierzy podczas I wojny światowej, którzy mieli przy sobie egzemplarz książki Also sprach Zarathustra w bagażu. Styl Nietzschego zachęcił także innych do pójścia w ich ślady i komentowania Zarathustry Nietzschego (na pięć przykładów wskazuje Stausberg, 2002, s. 1 [z n. 2]). Proces ten trwał aż do
Osho (1931–1990). Przez cały XX wiek, podobnie jak w XVIII wieku, można znaleźć odniesienia do Zoroastra w szerokim zakresie materiałów źródłowych i gatunków literackich, od astrologii (idem 1998a, s. 968) na przykład w powieści (Gore Vidala, Kreacja, 1981), i fantasy (Herbert W. Franke, Zarathustra kehrt zurück [Zarathustra powraca], 1977), czy u Georga Martina Gra o tron. W Polsce przykładowo powieść SF Mikołaja Bogajewicza: Dziś do czwartego świtu. Poznań 2018, Wydawnictwo Literackie Atena.
Oprócz źródeł literackich, od XV wieku (ale prawdopodobnie już od XI wieku) zachodnia percepcja Zoroastra również zmaterializowała się w sztuce przykładowo w dziełach takich jak: Florencka kronika ilustrowana (Stausberg, 1998d, s. 342–345 z il. 42), Szkoła Ateńska Rafaela (idem, 1998d, s. 345–350 z il. 44–46), w Kronikach Iluminowanych MS (idem, 1998d, s. 345–346 z iluzją 43), Z Południowych Niderlandów (idem, 1998d, s. 350–351 ze zdj. 47) oraz w herbarzach (idem 1998d, s. 350–352 z il. 48) i malowidłach iluzjonistycznych Eduarda J.F. Bendemanna (1811–1889), w sali tronowej pałacu królewskiego w Dreźnie w Saksonii (idem, 1998d, s. 351–354).
Zaratusztra stał się również fikcyjnym bohaterem komiksów: Zarathustra Richarda Marazano – ilustrowanego przez Amada Mira, a jako kobieca postać superbohaterki pod tym imieniem występuje w komiksie Zarathustra z 1994 r. (autor tekstu: Mike Kanterovich, ilustracje i pomysł: Dante Bastianoni).